# Bonifica Emiliana Veneta
La Bonifica Emiliana Veneta  conosciuta con l'acronimo BEV è un gruppo musicale italiano nato nel mese di giugno del 1998 dalle ceneri della Piva dal Carner. Propone una rivisitazione in chiave personale di brani tradizionali dell'Italia del Nord (soprattutto Emilia e Veneto) e composizioni originali in tema.

## Storia della Bonifica Emiliana Veneta
Il nucleo originale della Bonifica Emiliana Veneta era costituito da tre membri della disciolta Piva dal Carner (Claudio Caroli, Marco Mainini e Walter Rizzo) ai quali si aggiunsero i veneti Alessandro Mottaran e Luciano Giacometti. I cinque musicisti avevano già avuto modo di conoscersi, suonare assieme e condividere le proprie idee su come riproporre e valorizzare il repertorio musicale popolare/tradizionale delle loro aree d'origine: Ritenevano essenziale creare un repertorio che comprendesse anche composizioni originali che prendessero spunto, e rispettassero, le forme stilistiche popolari, sia musicali sia testuali-narrative, con l'introduzione elementi attuali, negli arrangiamenti, nel modo di suonare gli strumenti e nei contenuti dei testi.
Nel giro di pochi mesi il gruppo registrò, presso lo studio Vida/Esagono di Rubiera (RE) il primo CD, Apotropaica prodotto dall'etichetta bellunese Enrosadira Records ed editato e pubblicato da Robi Droli. Il CD ebbe un ottimo riscontro dalla stampa di settore nazionale ed europea, grazie alla quale il gruppo inizio a tenere concerti anche oltre i confini nazionali.
Il 2000 vede l'uscita dal gruppo di Walter Rizzo, che si dedicherà, oltre all'attività di musicista, all'arte della costruzione di strumenti a fiato popolari e rinascimentali/barocchi, diventando punto di riferimento internazionale in entrambi i campi; nel gruppo entra il violinista vicentino Stefano Olivan. 
La BEV Continua l'attività concertistica, di ricerca e composizione e nel 2001 entra nuovamente in studio e pubblica il secondo CD "Variabile naturale", per l'etichetta Felmay. 
Tra il 2000 e il 2005 il gruppo si esibisce in numerosi concerti tra Italia, Austria, Germania, Francia, Croazia, Spagna e Portogallo. 
In questo periodo si ha l'uscita dal gruppo di Olivan nel 2002, il cui posto viene preso dal Violista Rodigino Marco Dainese e, nel 2003, l'avvicendamento tra Giacometti e Walter Sigolo, già fisarmonicista del gruppo Marmaja.
Con il rinnovo della formazione nasce nel gruppo l'esigenza di ricapitolare il percorso svolto e di ritornare alle radici. Caroli, Dainese, Mainini, Mottaran e Sigolo iniziano quindi a lavorare alla stesura del repertorio per un CD composto quasi esclusivamente da brani tradizionali, da suonarsi e arrangiarsi sempre secondo lo stile, ormai caratteristico della BEV.
Nei mesi di gennaio e febbraio del 2005 il gruppo si ritira a San Pietro di Querciola sulle colline Reggiane dove, con le attrezzature e l'estro tecnico di Mottaran, registra "Materiali Tradizionali" che verra pubblicato l'anno successivo da Felmay.
Nel 2007 nasce l'idea di un quarto CD di composizioni originali ispirate al repertorio musicale delle quattro province. Inizia quindi un lungo percorso di conoscenza degli strumenti e delle musiche tipici di questo repertorio. Grazie al costruttore Ettore Losini detto "Bani" di Bobbio (PC), Mainini e Mottaran si procurano un Piffero, una Musa e le nozioni di base per costruirne le ance e suonarli.
Il progetto non viene sposato da Caroli che nel 2007 decide di abbandonare definitivamente il gruppo e l'attività musicale; al suo posto entrerà nel gruppo il contrabbassista Giorgio Panagin che aveva già suonato con la BEV nella tournèe in Spagna e Portogallo del 2003 e aveva partecipato alle registrazioni di "Materiali tradizionali".
Per varie cause la BEV decide, in quel periodo, di diradare l'attività live in favore dell'attività di ricerca, studio e registrazione.
Il biennio 2023/24 vede l'uscita di Dainese, l'ingresso del Violinista Modenese Claudio Vezzali, il ritorno di Walter Rizzo e la fine delle registrazioni del quarto cd, “Quattro”, che viene  prodotto e distribuito dall’etichetta Visage Music nel marzo del 2025. Nello stesso anno il gruppo riprende l’attività concertistica con la nuova formazione.

## Formazione
Formazione attuale:
- Marco Mainini: Voce, Chitarra, Piffero, Piva
- Alessandro Mottaran: Mandoloncello, Piva, Clarinetto in do, voce
- Giorgio Panagin: Contrabbasso
- Walter Sigolo: Fisarmonica, voce
- Walter Rizzo: Ghironda, Oboe barocco, Musette
- Claudio Vezzali: Violino, Violino tenore, Trombone in do

Componenti precedenti:
- Claudio Caroli: Contrabbasso (1999 - 2007)
- Luciano Giacometti: Organetto Diatonico (1998 - 2003)
- Stefano Olivan: Violino (2000 - 2002)
- Marco Dainese: Viola, Voce (2003 - 2023)
- Nicola D'Orazio: Basso Elettrico (2010 - 2014)

## Discografia

### Album
- 1999:  Apotropaica — Enrosadira/Robi Droli
- 2001:  Variabile/Naturale — Felmay
- 2006:  Materiali Tradizionali — Felmay

### Raccolte
- 1999:  Celtica — Edizioni 3ntini&C.
- 2000:  Geoworld/ Italie — RCA Victor/BMG France
- 2000:  Music Rough Guide/ Italy - Word Music Network
- 2000:  Travellin' Companion 2. A musical Jurney To Italy — WeltWunder Records
- 2003:  Quando Erano Bambini — Lao Tsu Records
- 2003:  Folk Geneticamente Modificato - Cd allegato al libro "Folk Geneticamente Modificato" di Luca Ferrari
- 2004:  Mille Papaveri Rossi — Supplemento al n.298  Rivista Anarchica "A"